# Caproni Ca.135
Капроні Ca.135 (італ. Caproni Ca.135) — італійський двомоторний середній бомбардувальник розробки компанії Caproni. Літак виявився вкрай ненадійним і стояв на озброєнні дуже короткий час. В боях використовувався тільки Угорщиною на початку німецького нападу на СРСР.

## Історія створення
Восени 1934 року командування Regia Aeronautica оголосило конкурс на новий швидкісний бомбардувальник, який мав б розвивати швидкість 385 км/год, і доправляти 1200 кг бомб на відстань 1000 км. В конкурсі взяли участь п'ять фірм, але однозначного переможця виявлено не було і замовлення отримали всі фірми, серед них Caproni.
Проект Ca.135 розроблений під керівництвом інженера Чезаре Паллавічіно був двомоторним середньопланом металево-деревяної конструкції з двокілевим хвостовим оперенням і з шасі, що випускаються. Перший прототип з двигунами Isotta Fraschini Asso XI RC40 піднявся в повітря 1 квітня 1935 року. З серпня 1935 року почалось серійне виробництво, всього було виготовлено близька 110 літаків.

## Основні модифікації
- Ca.135 — оснащувався двигунами Asso XI RC40 потужністю 900 к.с. Захисне озброєння: два 12,7 мм кулемети (в верхній і нижній турелях) і 7,7 мм кулемет в носі літака. Максимальна маса бомбового навантаження — 1600 кг. Екіпаж — 4-5 осіб. Випускався з серпня 1936 року по квітень 1937 року. (32 екз.)
  - Ca.135 Tipo Spagna — оснащувався двигунами Fiat A.80 RC41 потужністю 1000 к.с. Вісім літаків переобладнано з Ca.135 в 1938 році.
  - Ca.135 Tipo Peru — Ca.135 створений на експорт для Перу. (6 екз.)
- Ca.135bis — оснащувався двигунами Piaggio P.XI RC40 потужністю 1000 к.с. Виготовлявся з листопада 1939 року, всі виготовлені екземпляри були продані Угорщині. (68 екз.)

## Тактико-технічні характеристики

|                           |                           | Ca.135           | Ca.135bis             |
| ------------------------- | ------------------------- | ---------------- | --------------------- |
| Довжина                   | Довжина                   | 13,7 м           | 14,38 м               |
| Висота                    | Висота                    | 3,4 м            | 3,4 м                 |
| Розмах крил               | Розмах крил               | 18,8 м           | 18,8 м                |
| Площа крил                | Площа крил                | 60,0 м²          | 60,0 м²               |
| Маса                      | пустого                   |                  | 6050 кг               |
| Маса                      | спорядженого              | 8400 кг          | 9550 кг               |
| Двигуни                   | Двигуни                   | 2 × Asso XI RC40 | 2 × Piaggio P.XI RC40 |
| Потужність                | Потужність                | 2 × 900 к. с.    | 2 × 1000 к. с.        |
| Максимальна швидкість     | Максимальна швидкість     | 365 км/год       | 440 км/год            |
| Дальність польоту         | Дальність польоту         | 1600 км          | 2000 км               |
| Практична стеля           | Практична стеля           | 7900 м           | 6500 м                |
| Час набору висоти 4000 м. | Час набору висоти 4000 м. | 16 хв. 45 с.     | 11 хв. 36 с.          |

## Історія використання

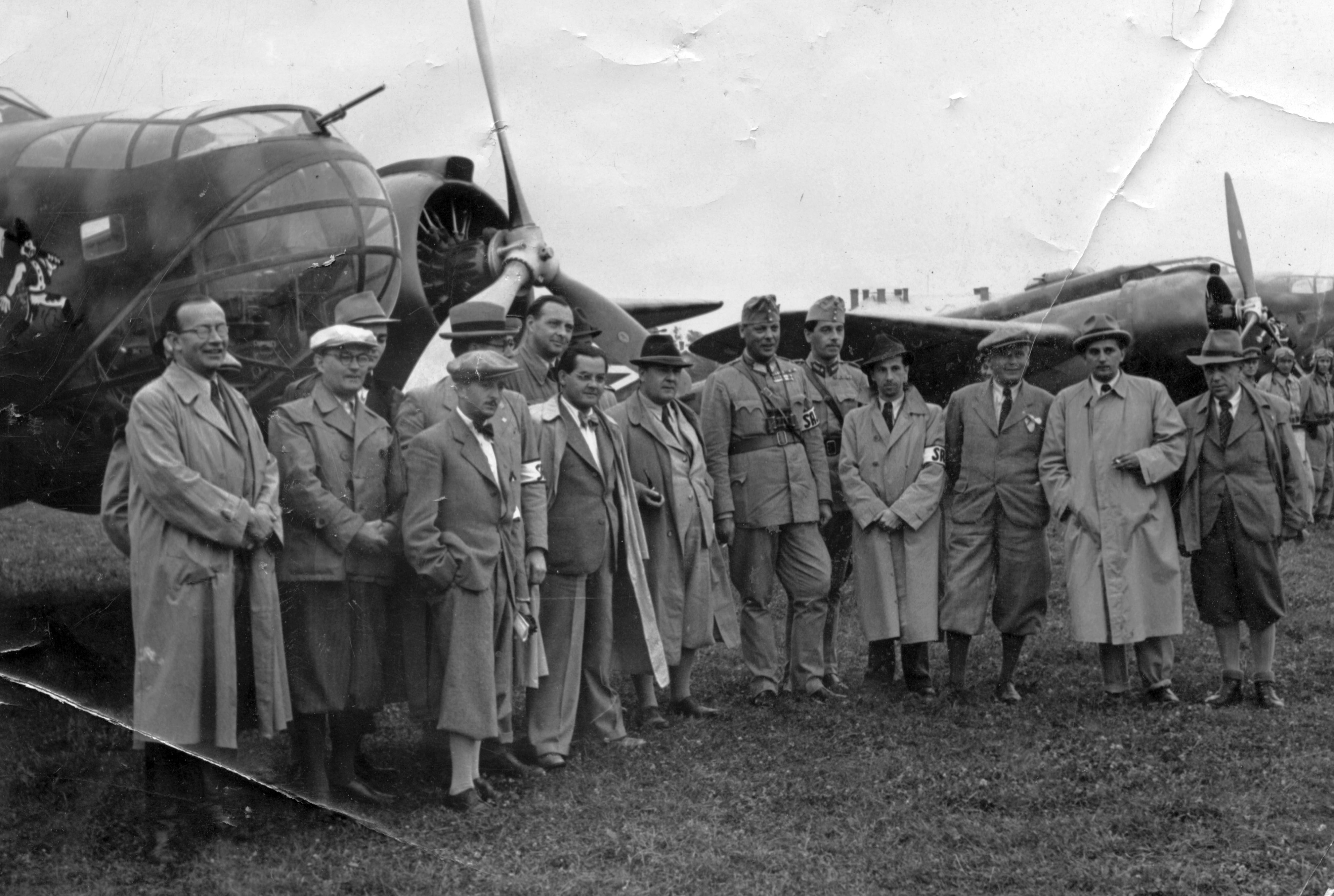
Угорські Ca.135bis

В Regia Aeronautica перші Ca.135 були призначені 11-му стормо в січні 1938 року. Але до 10 червня 1940 року всі вони були передані в навчальні частини, а в листопаді 1941 року останні Ca.135 були списані.
Спроба використати Ca.135 Tipo Spagna в Іспанії була провальною, при спробі перекинути 7 таких літаків в Іспанію — 3 розбились в морі, а 2 повернулись через несправність. Два літаки які досягли Майорки так і не використовувались в бою.
В Угорських ВПС Ca.135bis складав вагому частину бомбардувальних частин. На момент вступу Угорщини в війну проти СРСР 27 червня 1941 року на них літали 3 ескадрильї. В той ж день відбулись перші вильоти: літаки ескадрильї 3/5 завдали удару по Станіславу. Групу 3/III було приписано до угорських військ в Україні, і 11 серпня 1941 року бомбили міст через Південний Буг. Але Ca.135 були вкрай ненадійними і восени їх довелось вивести на ремонт. На фронт угорські Ca.135 повернулись 24 червня 1942, коли ескадрилью 4/1 перекинули до Конотопа. Але втративши до кінця року сім з восьми літаків її вивели назад в Угорщину.
Перуанські Ca.135 в липні 1941 року брали участь в війні з Еквадором, проте як розвідувальні або транспортні. Один літак був втрачений в аварії, а інші були списані в жовтні 1942 року.